# Rhaphidostegium condensatulum
Rhaphidostegium condensatulum är en bladmossart som beskrevs av Jean Édouard Gabriel Narcisse Paris 1898. Rhaphidostegium condensatulum ingår i släktet Rhaphidostegium och familjen Sematophyllaceae. Inga underarter finns listade i Catalogue of Life.